# HD 208487 b
HD 208487 b es un planeta extrasolar situado aproximadamente a 144 años luz en la constelación de la Grus, orbitando la estrella HD 208487. Este planeta tiene una masa mínima cerca de a la mitad de la de Júpiter y lo más probable es que sea un gigante gaseoso. El planeta orbita la estrella en una pequeña órbita excéntrica. Su periodo orbital es de 130 días. Este planeta fue descubierto el 16 de septiembre de 2004 por Tinney, Butler y Marcy  et al.  utilizando la técnica de la espectroscopia Doppler para medir los cambios de la velocidad radial de la estrella debidas al planeta.